# Jeudan
Jeudan A/S er Danmarks største børsnoterede ejendoms- og servicevirksomhed. Virksomheden investerer i og driver større kontor- bolig- og detailejendomme i København og tilbyder et bredt udbud af ejendomsrelaterede rådgivnings-, service- og bygningsydelser. Desuden ejer og driver Jeudan også seks parkeringsanlæg i Købehavn under navnet Jeudan Parkering.
Jeudan står blandt andet bag opførelsen af det københavnske madmarked TorvehallerneKBH ved Nørreport Station. Derudover driver virksomheden og Det Kongelige Teater sammen Ofelia Plads.

## Historie
jeuDAN-koncernen blev grundlagt i 1898, og blev i 1999 fusioneret med Ejendomsselskabet EEC under navnet Jeudan. Et år senere købte virksomheden en stor aktiepost i Ejendomsselskabet Norden for at kunne sammenlægge selskaberne. Det skete imidlertid ikke, da EjendomsSelskabet Norden i stedet blev solgt til flere pensionskasser. Navnet Jeudan er en sammentrækning af navnet på den daværende ejer i jeuDAN-koncernen, Jens Erik Udsen, og Danmark.
I 2004 gennemførte Jeudan den på daværende tidspunkt største ejendomshandel i selskabets historie ved at overtage Kommunehospitalet og otte andre ejendomme for 1,2 mia. kr.
23. oktober 2014 blev det Danmarks største ejendomsselskab målt på aktiver. I regnskabet for 2024 er virksomhedens aktiver bogført til 37 milliarder kroner.
Jeudan var bygherre på Torvehallerne på Israels Plads i København, der åbnede i 2011. Virksomheden indgik et samarbejde med Københavns Kommune i 2009 om opførelsen af de nye haller.

## Per Wetke Hallgren (adm. direktør)
Administrerende direktør er Per Wetke Hallgren, der har været ansat i Jeudan siden 1993. Per Wetke Hallgren har haft lederstillinger i Forstædernes Bank, hvor han fik sin bankuddannelse. I 1990 tog han en HD i Finansiering og Kreditvæsen.
I 2018 overtog Per Wetke Hallgren bestyrelsesformandsposten i Cepos fra Bjørn Høi Jensen, der ikke genopstillede.

## Ejerskab
Jeudan ejes af to aktionærer, der hver ejer mere end 5 % af selskabets aktiekapital:
- William Demant, 42 %[13][14][15]
- Chr. Augustinus Fabrikker, der opkøbte store mængder aktier i 2013[16] og nu ejer 40,5 %.[13]